# Andrzej Kałucki
Andrzej Kałucki (ur. 12 maja 1957 w Krapkowicach) – polski artysta, tworzący witraże, doktor habilitowany.
Od 1972 do 1977 uczył się w Państwowym Liceum Sztuk Plastycznych w Opolu, gdzie zaczął interesować się tworzeniem witraży. W 1978 podjął studia artystyczne na Uniwersytecie Śląskim w Cieszynie, a w 1980 przeniósł się na takież studia na Uniwersytet Mikołaja Kopernika w Toruniu, kończąc je w 1985. W tym samym roku zatrudnił się w tejże toruńskiej uczelni w Pracowni Witraży.
W 2008 habilitował się w Akademii Sztuk Pięknych we Wrocławiu, dalej pracując na uczelni w Toruniu.

## Dorobek artystyczny
- Indywidualna wystawa artystyczna w Muzeum Diecezjalnym w Pelplinie w 2004[3]
- Witraż w kościele pw. św. Antoniego w Toruniu (2013)[4]
- Witraże w kaplicy Pamięci sanktuarium Maryi Gwiazdy Nowej Ewangelizacji i św. Jana Pawła II w Toruniu[5]